# Сузи, Томас Павлович
То́мас Па́влович Су́зи (фин. Tuomas Susi; 16 (29) августа 1901, деревня Рантолово, Шлиссельбургского уезда, Санкт-Петербургской губернии — 5 сентября 1939, станция Домодедово, Московская область) — советский лётчик-испытатель, кавалер ордена Ленина (1933) и ордена Знак Почёта (1936), полковник авиации (1936).

## Биография
Ингерманландец. Отец — Пааво Сузи (1866—1921), мать Кайса-Мария (1869—1918), брат Пааво (1907—1921).
Родился в 1901 году в небольшой, состоящей из двух десятков дворов, деревне Рантолово Токсовской волости. Позднее родители перебрались в Санкт-Петербург.
В 1916 году, из-за недостатка средств оставил учёбу в 4-классном городском училище.
В 1917 году работал чернорабочим и помощником шофёра в автомастерских.
В 1918 году поступил добровольцем в Красную армию в 1-й Петроградский стрелковый полк. В 1919 году, в составе 42-го стрелкового полка был направлен на борьбу с Юденичем. Участвовал в боях под Ямбургом, был ранен.
В 1920 году был направлен на Южный фронт. В 1921 году вступил в РКП(б). Участвовал в боях на Южном фронте, вновь был ранен и сильно контужен, затем отправлен для лечения в Петроград. В том же году участвовал в подавлении Кронштадтского мятежа в качестве помощника начальника команды, за что был награждён комплектом кожаного обмундирования и часами.
В 1922 году окончил школу. Проходил службу в Кронштадте в должности помощника командира роты, командира роты, помощника командира батальона и начальника полковой школы младшего командного состава. Затем был направлен в форт Красная Горка на должность начальника строевой части форта.
В 1923 году был командирован в военную академию имени М. В. Фрунзе, но по прибытии в Москву был направлен в первый набор командного состава ВВС в Егорьевск, в теоретическую школу ВВС.
В 1924 году окончил школу авиации Рабоче-крестьянского Воздушного Флота РСФСР в Егорьевске и 2-ю военную школу лётчиков в городе Борисоглебск. В 1925 году окончил 1-ю военную школу лётчиков в Севастополе.
В 1926 году окончил Военную школу воздушного боя в Серпухове. Служил в Ленинграде в 1-й отдельной истребительной эскадрилье.
В 1927 году был направлен в Оренбург на курсы инструкторов по вооружению ВВС. В 1928 году, после окончания курсов, был оставлен лётчиком-инструктором в 3-й объединённой школе лётчиков и лётчиков-наблюдателей в городе Оренбурге. Занимал должности командира звена и отряда.
В 1930 году был назначен на должность лётчика-инструктора в НИИ ВВС, затем командира отряда. Первым в СССР в истребителе с открытой кабиной, без кислородного прибора, теряя сознание, достиг высоты 8000 метров.
В 1932 году он побил мировой рекорд, возглавив группу самолётов из трёх Р-6, одного Р-5 и одного И-4 в длительном перелёте на высоте 5000 метров по маршруту Москва — Харьков — Москва.
В 1933 году, во время испытаний авиапушки АПК-3бис произошла авария, но Т. П. Сузи сумел успешно посадить повреждённый самолёт. В том же году он был назначен командиром и военным комиссаром 116-й отдельной истребительной эскадрильи особого назначения, которая выполняла спецзадания НИИ ВВС РККА. Лётчики эскадрильи испытывали новые самолёты и авиационные приборы в сложных условиях. Эскадрилья базировалась в Переяславле и подчинялась непосредственно наркому обороны К. Е. Ворошилову. Её лётчики участвовали в воздушных парадах проходивших над Тушинским аэродромом.
В 1934 году провёл государственные испытания самолёта И-14. Затем на истребителе И-5 участвовал в испытаниях «Звена-2А» (тяжёлый бомбардировщик ТБ-3 и три истребителя И-5).
В 1937 году назначен начальником лётно-испытательной станции авиазавода № 21. Проводил испытания опытного истребителя И-16-6.
В 1938 году поднял в воздух конкурсный вариант многоцелевого самолёта «Иванов» Н. Н. Поликарпова.
В 1939 году проводил государственные испытания самолёта И-180-2. Участник парада в честь Дня Воздушного флота, причём накануне, во время генеральной репетиции у его И-180 отказал двигатель и он был вынужден совершить аварийную посадку.
5 сентября 1939 года погиб в авиакатастрофе во время испытания истребителя И-180-2.

## Обстоятельства гибели
Полётное задание — подъём на максимальный потолок с выполнением горизонтальных площадок после каждой тысячи метров. Через 21 минуту после взлёта, в 9 часов 19 минут, наблюдатели заметили штопорящий на высоте 3000 метров самолёт, который затем перешёл в пикирование и врезался в землю с работающим мотором в районе станции Домодедово. Лётчик покинул машину на высоте 200—250 метров, однако парашютом не воспользовался и разбился.
Комиссия определила причину катастрофы: «по вине материальной части». Предполагалось, что на максимальной высоте лопнул маслорадиатор, пилота ослепило кипящим маслом, он потерял сознание и оставил управление, затем самолёт стал беспорядочно падать, пилот очнулся, попытался воспользоваться парашютом, но не успел. Лицо и комбинезон лётчика действительно были забрызганы маслом.
По другой версии, которую выдвинул начальник бригады № 3 Костенко, причиной катастрофы стала неисправность кислородной аппаратуры, так как нарекания на кислородное оборудование, установленное на самолёте, отмечались и ранее. По его мнению, пилот потерял сознание после подключения к кислородному прибору, его голова навалилась на левый борт кабины и частично выступала за козырёк. Двигатель при этом работал на максимальном режиме, маслорадиатор какое-то время спустя действительно разрушился, и кипящее масло стало выбивать из-под капота и растекаться по фюзеляжу. При попадании масла в лицо пилот очнулся от болевого шока и попытался возобновить управление самолётом. При этом он ничего не видел, попытка взять управление не удалась, и самолёт сорвался в штопор. Неудачным стало и покидание с парашютом — возможно, пилот вторично потерял сознание и разбился.
Согласно третьей версии у лётчика случился сердечный приступ, из-за чего он утратил контроль над машиной.
По версии главного конструктора Н. Н. Поликарпова причиной катастрофы могла стать потеря сознания лётчиком ввиду недостатка кислорода в дыхательной смеси или из-за неисправности кислородного прибора.
Томас Павлович Сузи был похоронен 8 сентября в колумбарии Новодевичьего кладбища. В почётном карауле стояли: Народный комиссар авиационной промышленности М. М. Каганович, Герои Советского Союза В. К. Коккинаки, А. В. Ляпидевский, П. Ф. Шевцов

## Награды
- Орден Ленина (29.10.1933) — «в ознаменование 15-летия Всесоюзного Ленинского коммунистического союза молодёжи», как «крепкий волевой командир, энтузиаст лётного дела».
- Орден «Знак Почёта» (14.05.1936) — «за организацию и проведение образцового порядка в день первомайского парада и демонстрации»[8]